# Cambarus sphenoides
Cambarus sphenoides är en kräftdjursart som beskrevs av Hobbs 1968. Cambarus sphenoides ingår i släktet Cambarus och familjen Cambaridae. IUCN kategoriserar arten globalt som livskraftig. Inga underarter finns listade i Catalogue of Life.